# Lophosia obscura
Lophosia obscura är en tvåvingeart som först beskrevs av Brauer och Julius Edler von Bergenstamm 1893.  Lophosia obscura ingår i släktet Lophosia och familjen parasitflugor. Inga underarter finns listade i Catalogue of Life.